# Accel World
Accel World (アクセル・ワールド, Akuseru Wārudo) est un light novel écrit par Reki Kawahara et illustré par HiMA. Le premier tome de l'œuvre est initialement une participation au concours annuel Dengeki shôsetsu taishô (« Prix de la nouvelle Dengeki »). Vainqueur du Grand prix du roman Dengeki en 2008, il est publié dans la collection Dengeki Bunko depuis février 2009.
Une adaptation manga, dessinée par Hiroyuki Aigamo, est prépubliée depuis mai 2010 dans le bimensuel Dengeki Bunko Magazine. La version française est publiée par Ototo à partir de mai 2015. Une adaptation anime de 24 épisodes, produite par le studio Sunrise, est diffusée entre avril et septembre 2012. Dans les pays francophones, la série est diffusée en simulcast par Wakanim. Un film d'animation intitulé Accel World: Infinite Burst est sorti le 23 juillet 2016 au Japon.

## Synopsis
En 2046, la technologie a fait naître le Neuro-Linker (dernière évolution du Nerve-Gear apparaissant dans Sword Art Online, light novel écrit par le même auteur), un système qui permet à l'utilisateur de manipuler ses cinq sens pour accéder à une réalité augmentée et rechercher des informations sur Internet, mais qui permet aussi d'entrer dans un univers virtuel sous la forme d'un avatar choisi. Le jeune Haruyuki Arita, petit, gros, timide, est le souffre-douleur d'une bande de loubards de son collège. Son seul refuge, là où il se sent libre et doué pour quelque chose, se trouve dans l'univers virtuel du réseau de l'établissement, où il est le meilleur joueur d'un jeu de squash… jusqu'au jour où la plus belle fille de son école vient l'y trouver et lui donne rendez-vous dans le monde réel pour discuter. Une rencontre qui va bouleverser la vie de Haruyuki. Elle lui apprend en effet l'existence du monde accéléré et lui partage une application, le Brain Burst, qui s'installe directement dans le Neuro-Linker, mais qui implique certaines contreparties… Une nouvelle aventure, en tant que Silver Crow, commence alors pour Haruyuki dans le monde accéléré de Brain Burst.

## Personnages
Haruyuki Arita (有田 春雪, Arita Haruyuki)
C'est le personnage principal masculin de l'histoire. Il est petit, gros, timide et est persécuté par une bande de garçons. Il se réfugie dans l'univers virtuel où son avatar est un petit cochon rose certes maladroit, mais capable de bouger très vite. Il y joue au squash, un jeu où il excelle de par sa rapidité. Un jour, une fille surnommée Kuroyukihime va lui demander s'il veut aller plus vite et lui donne rendez-vous dans le monde réel. C'est alors qu'il va entrer dans le monde accéléré après avoir installé le Brain Burst. Dans ce monde, il va incarner Silver Crow (シルバー・クロウ, Shirubā Kurou), un avatar de combat ayant la capacité de voler. Sa couleur est métal.
Kuroyukihime (黒雪姫, Kuro : noir, yuki : neige, hime : princesse ; Princesse de la neige noire)
C'est le personnage principal féminin. Populaire, considérée comme la plus belle fille de l'école, c'est la vice-présidente de l'association des élèves. Un jour, elle donne rendez-vous à Arita, après avoir vu ses scores incroyables au squash, pour lui faire partager le Brain Burst et le faire entrer dans le monde accéléré. Dans celui-ci, elle est Black Lotus (ブラック・ロータス, Burakku Rōtasu), le roi noir, un des 7 rois du monde accéléré (Les rois sont des joueurs de très haut niveau, régissant une légion et gouvernant une couleur en rapport avec leur pseudo).
Takumu Mayusumi (黛 拓武, Mayuzumi Takumu)
Ami d'enfance d'Haruyuki et Chiyu. Il pratique le kendo. Il est devenu un burst linker avant Haruyuki, son avatar est Cyan Pile (シアン・パイル, Shian Pairu) et sa couleur est le bleu. Au début, il tente de vaincre Neige Noire alors qu'elle est affaiblie à cause d'un accident mais il perd face à Haruyuki. Il devient ensuite son allié. Il est amoureux de Chiyu.
Chiyuri Kurashima (倉嶋 千百合, Kurashima Chiyuri)
Amie d'enfance d'Haruyuki et Takumu. Tout comme sa mère, elle est bonne cuisinière. Elle est devenue un Burst Linker pour rejoindre Haruyuki et Takumu et ne laisser se distendre leurs liens d'amitié. Son avatar de combat est Lime Bell (ライム・ベル, Raimu Beru), sa couleur est le vert et sa capacité est de guérir un autre joueur. Mais après quelque temps, Chiyuri comprend que sa capacité affecte avant tout le temps. Au lieu d'une guérison, cela implique plus une restauration des objets.
Yuniko Kozuki (上月 由仁子, Kōzuki Yuniko)
Elle est le second roi rouge, le premier étant détruit par Black Lotus. Son avatar est Scarlet Rain (スカーレット・レイン, Sukāretto Rein) et elle peut invoquer une forteresse blindée et lourdement armée. Lors de sa première apparition, elle se fait passer pour une cousine d'Haruyuki pour se rapprocher de lui et le convaincre d'utiliser ses capacités pour l'aider. Elle possède deux facettes, celle d'une adorable petite fille innocente et celle d'une fille vulgaire et violente.

## Light novels
Accel World a débuté en tant que light novel écrit par Reki Kawahara avec des illustrations de HiMA. Le premier volume a gagné le Grand prix au 15e grand prix du roman Dengeki organisé par ASCII Media Works. Le premier volume a été publié le 10 février 2009.
Hors du Japon, la série est éditée par Yen Press en Amérique du Nord à partir de juillet 2014.
| no | Japonais          | Japonais          |
| no | Date de sortie    | ISBN              |
| -- | ----------------- | ----------------- |
| 1  | 10 février 2009   | 978-4-04-867517-8 |
| 2  | 10 juin 2009      | 978-4-04-867843-8 |
| 3  | 10 octobre 2009   | 978-4-04-868070-7 |
| 4  | 10 février 2010   | 978-4-04-868327-2 |
| 5  | 10 juin 2010      | 978-4-04-868593-1 |
| 6  | 10 octobre 2010   | 978-4-04-868969-4 |
| 7  | 10 février 2011   | 978-4-04-870276-8 |
| 8  | 10 juin 2011      | 978-4-04-870550-9 |
| 9  | 10 octobre 2011   | 978-4-04-870954-5 |
| 10 | 10 décembre 2011  | 978-4-04-886241-7 |
| 11 | 10 avril 2012     | 978-4-04-886521-0 |
| 12 | 10 août 2012      | 978-4-04-886795-5 |
| 13 | 10 février 2013   | 978-4-04-891330-0 |
| 14 | 7 juin 2013       | 978-4-04-891608-0 |
| 15 | 10 octobre 2013   | 978-4-04-866005-1 |
| 16 | 8 février 2014    | 978-4-04-866320-5 |
| 17 | 10 octobre 2014   | 978-4-04-866936-8 |
| 18 | 10 juin 2015      | 978-4-04-865189-9 |
| 19 | 10 octobre 2015   | 978-4-04-865438-8 |
| 20 | 10 juin 2016      | 978-4-04-892115-2 |
| 21 | 10 décembre 2016  | 978-4-04-892390-3 |
| 22 | 10 novembre 2017  | 978-4-04-893465-7 |
| 23 | 7 septembre 2018  | 978-4-04-893917-1 |
| 24 | 10 août 2019      | 978-4-04-912676-1 |
| 25 | 10 septembre 2020 | 978-4-04-913440-7 |
| 26 | 10 mars 2022      | 978-4-04-914133-7 |
| 27 | 8 mars 2024       | 978-4-04-915389-7 |
| 28 | 8 août 2025       | 978-4-04-916467-1 |

## Manga
Une adaptation en manga, intitulée Accel World et dessinée par Hiroyuki Aigamo, est prépubliée entre les numéro de mai 2010 et juillet 2017 du magazine Dengeki Bunko Magazine. Le premier volume relié sort le 27 juillet 2011. La série s'achève après huit tomes le 27 juillet 2017. La version française est publiée par Ototo à partir de mai 2015.
Un comic strip au format yonkoma, intitulé Axel World (あくちぇる・わーるど。, Akucheru Wārudoau) et dessiné par Ryuryū Akari, est publié entre le numéro de mai 2010 et juillet 2016 du magazine Dengeki Bunko Magazine. Cinq volumes reliés paraissent entre le 27 juillet 2011 et le 27 juillet 2016.
Une série dérivée, intitulée Accel World / Dural: Magisa Garden (アクセル・ワールド／デュラル マギサ・ガーデン) et dessinée par Ayato Sasakura, est publiée à partir de janvier 2012 dans le magazine Dengeki Daioh. Le premier volume relié sort le 27 août 2012, et le huitième et dernier tome paraît le 26 août 2017.

### Accel World(manga)
| no | Japonais        | Japonais          | Français        | Français          |
| no | Date de sortie  | ISBN              | Date de sortie  | ISBN              |
| -- | --------------- | ----------------- | --------------- | ----------------- |
| 1  | 27 juillet 2011 | 978-4-04-870630-8 | 22 mai 2015     | 978-2-35180-922-8 |
| 2  | 27 juillet 2011 | 978-4-04-870634-6 | 2 juillet 2015  | 978-2-35180-923-5 |
| 3  | 27 août 2012    | 978-4-04-886421-3 | 29 octobre 2015 | 978-2-35180-943-3 |
| 4  | 27 février 2013 | 978-4-04-891398-0 | 21 janvier 2016 | 978-2-35180-959-4 |
| 5  | 27 février 2014 | 978-4-04-866389-2 | 10 mars 2016    | 978-2-35180-965-5 |
| 6  | 27 février 2015 | 978-4-04-869286-1 | 28 juillet 2016 | 978-2-35180-997-6 |
| 7  | 27 juillet 2016 | 978-4-04-892107-7 | 10 avril 2017   | 978-2-37506-040-7 |
| 8  | 27 juillet 2017 | 978-4-04-893296-7 | 16 mars 2018    | 978-2-377170-94-4 |

### Axel World(comic strip)
| no | Japonais        | Japonais          |
| no | Date de sortie  | ISBN              |
| -- | --------------- | ----------------- |
| 1  | 27 juillet 2011 | 978-4-04-870619-3 |
| 2  | 27 août 2012    | 978-4-04-886808-2 |
| 3  | 26 octobre 2013 | 978-4-04-866082-2 |
| 4  | 27 mars 2015    | 978-4-04-869342-4 |
| 5  | 27 juillet 2016 | 978-4-04-892108-4 |

### Accel World / Dural: Magisa Garden(série dérivée)
| no | Japonais          | Japonais          |
| no | Date de sortie    | ISBN              |
| -- | ----------------- | ----------------- |
| 1  | 27 août 2012      | 978-4-04-886934-8 |
| 2  | 27 avril 2013     | 978-4-04-891617-2 |
| 3  | 27 janvier 2014   | 978-4-04-866238-3 |
| 4  | 27 septembre 2014 | 978-4-04-866839-2 |
| 5  | 27 mai 2015       | 978-4-04-865110-3 |
| 6  | 27 janvier 2016   | 978-4-04-865650-4 |
| 7  | 27 septembre 2016 | 978-4-04-892295-1 |
| 8  | 26 août 2017      | 978-4-04-893241-7 |

## Anime

### Série télévisée
La production d'une série d'animation est annoncée en octobre 2011 au Dengeki Bunko Autumn Festival 2011. Elle est diffusée du 6 avril au 21 septembre 2012. Les coffrets DVD/Blu-ray comportent des épisodes bonus basés sur le comic strip dessinée par Ryuryū Akari. Dans les pays francophones, la série est diffusée en streaming et en téléchargement légal sur Wakanim et est éditée en DVD et Blu-ray par Déclic Collection. La série animée est diffusée en France à partir du 4 janvier 2016 sur Game One en version française.

#### Doublage
| Personnage        | Voix originales  | Voix françaises   |
| ----------------- | ---------------- | ----------------- |
| Haruyuki Arita    | Yuki Kaji        | Michaël Maïnö     |
| Kuroyukihime      | Sachika Misawa   | Delphine Saroli   |
| Takumu Mayazumi   | Shintaro Asanuma | Marc Wilhelm      |
| Chiyuri Kurashima | Aki Toyosaki     | Sandra Vaudroux   |
| Yuniko Kozuki     | Rina Hidaka      | Justine Hostekint |
| Megumi Wakamiya   | Haruka Tomatsu   | Angélique Heller  |
| Ash Roller        | Kenichi Suzumura | Julien Dutel      |
| Fuko Kurasaki     | Aya Endo         | Sarah Cornibert   |
| Seiji Nomi        | Sanae Kobayashi  | Laurent Pasquier  |
| Blood Leopard     | Ayako Kawasumi   | Amandine Longeac  |
| Ruka Asato        | Tamaki Nakanishi | Dany Benedito     |

#### Génériques
| Générique | Début         | Début             | Début            | Fin           | Fin             | Fin            |
| Générique | Épisodes      | Titre             | Artiste          | Épisodes      | Titre           | Artiste        |
| --------- | ------------- | ----------------- | ---------------- | ------------- | --------------- | -------------- |
| 1         | 2 – 13, OAV1  | Chase the world   | May'n            | 1             | Chase the world | May'n          |
| 1         | 2 – 13, OAV1  | Chase the world   | May'n            | 2 – 13, OAV1  | →unfinished→    | KOTOKO         |
| 2         | 14 – 23, OAV2 | Burst the Gravity | Altima[Lequel ?] | 14 – 24, OAV2 | unite.          | Sachika Misawa |

### Film
Un film d'animation intitulé Accel World: Infinite Burst est annoncé en octobre 2015. Celui-ci est sorti le 23 juillet 2016 au Japon. Un roman est également disponible le même jour.

## Jeux vidéo
Un jeu vidéo, développé par Banpresto et édité par Namco Bandai Games, nommé Akuseru Wārudo -Gin'yoku no Kakusei- (アクセル・ワールド ─銀翼の覚醒─) est sorti au Japon le 13 septembre 2012 sur PlayStation 3 et PlayStation Portable,. Un second jeu intitulé Akuseru Wārudo -Kasoku no Chōten- (アクセル・ワールド ─加速の頂点─) est sorti le 31 janvier 2013 sur PlayStation 3 et PlayStation Portable. Ces deux jeux contiennent chacun un OAV bonus.